# Македонска патриотична организация „Правда“ (Торонто)
Македонската патриотична организация „Правда“ е секция на Македонската патриотична организация в Торонто, Канада. Съвещателна конференция започва на 14 май 1922 година, която довежда до фактическото формиране на организацията на 1 юли 1922 година. Начело на организацията е избран Ламбо Тенекев. През март 1923 година братството си избира ново настоятелство в състав Тома Димитров (председател), Ламбро Тенекиев (подпредседател) и Ламбро Сотиров (секретар).
През 1927 година е създадена и женска секция, а същата година се взима решение за построяване на Народен дом. На 11 декември 1927 година в организацията се влива Българо-македонското юнашко дружество „Балкански юнак“ в града, а активистите му автоматично стават членове на МПО. На 25 ноември 1928 година е избрано ново ръководство в състав Кръсто Иванов (председател), Симо Божинов (подпредседател), а Кирил Поповски е секретар. През септември 1929 година МПО „Правда“ е домакин на Осмия конгрес на Македонската патриотична организация. Към 30 септември 1929 година председател на секцията е П. Н. Зашев, а секретар е Б. Стефов. Към 30 май 1933 година председател е Л. А. Башев, а секретар е А. Новачков.
През юни 1933 година МПО „Правда“ излиза с резолюция в местната преса, в която изяснява, че емиграцията групирана около нея и църквата „Св. св. Кирил и Методий“ единствено представлява българската колония в града. Това е отговор на активността на новосъздадения Македонски народен съюз. През 1936 година МПО „Правда“ е домакин на Петнадесетия конгрес на Македонската патриотична организация в Торонто. Тогава негов председател е Трайчо Скендеров.
На годишно отчетно събрание през 1939 година МПО „Правда“ преизбира предходното настоятелство в състав Петър Манев (председател), Бл. Лютиков (подпредседател), Петър Ставрев (секретар) и други. Същата година заради разразил се църковен спор в епархията МПО „Правда“ е изключена от организационния живот на МПО на Осемнадесетия конгрес на Македонската патриотична организация.
Към 1940 година в ново ръководство влизат Васил Лексовски (председател), Н. Андреев (подпредседател), Лазо Королов (секретар), Никола Битов (касиер) и Ламбо Накев (съветник). Разцеплението в емигрантските среди в Торонто довежда до отлива на част от тях в МПО „Победа“ и във формираната на 1 юни 1941 година нова църковна община „Св. Георги“.
МПО „Правда“ преустановява политическите си действия на 14 април 1942 година, макар формално да продължава да съществува. В годините след Втората световна война секцията е реактивирана, а на 8 – 9 юни 1957 година чества деня на Македония съвместно с МПО „Победа“. Провеждат общо заседание, на което говори Христо Анастасов. Двете секции съвместно организират XXXVII-я конгрес на МПО в Торонто през 1958 година. На 6 октомври 1959 година за председател на секцията е преизбран Луи Младенов.
През 1962 година в ръководството на секцията влизат Коста Василев на председателското място на Томов. Към 1972 година Коста Василев продължава да е председател на секцията.